# Gaetano Bruno
Gaetano Bruno (Palermo, 26 luglio 1973) è un attore italiano.

## Biografia
Diplomatosi alla Scuola di recitazione del Teatro Biondo Stabile di Palermo, dal 2000 al 2008 ha collaborato in qualità di attore all’interno della compagnia teatrale diretta da Emma Dante, con cui ha recitato, tra gli altri, negli spettacoli mPalermu (2001) (Premio Scenario e Premio Ubu 2001), Carnezzeria (2002), La scimia (2004) e Il festino (2007) (Premio Golden Graal 2009 come miglior attore).
Al cinema ha esordito nel 2004 con Paolo Sorrentino ne Le conseguenze dell'amore, mentre nel 2007 ha ricoperto il ruolo del coprotagonista nella pellicola di Andrea Porporati Il dolce e l'amaro. Nel 2009 vince il premio Golden Graal nella sezione teatro come migliore attore di un dramma con lo spettacolo Il festino ed è presente in tre dei quattro film italiani in concorso alla 66ª Mostra internazionale d'arte cinematografica di Venezia: Baarìa di Giuseppe Tornatore, Lo spazio bianco di Francesca Comencini e La doppia ora di Giuseppe Capotondi. Nel 2010 è presente al festival di Venezia in due film, Gorbaciof di Stefano Incerti e Vallanzasca - Gli angeli del male di Michele Placido.
Nel 2012 lavora con Julie Anne Stanzak nel progetto di teatro-danza Fear and desire. Sempre nel 2012 è coprotagonista in due film per la televisione, A fari spenti nella notte per la regia di Anna Negri e Helena & Glory per la regia di Marco Pontecorvo. Per il cinema è coprotagonista nel film di Davide Marengo Breve storia di lunghi tradimenti e protagonista nel film debutto di Carlo Lucarelli dal titolo L’isola dell’angelo caduto. Nel 2013 recita nel film L'oro di Scampia, mentre nel 2014 debutta come autore a teatro con il testo genesiquattrouno – Caino e Abele, storia di una fratellanza deviata (finalista premio In-box 2014), di cui cura la regia e l’interpretazione con Francesco Villano; lo spettacolo viene portato in tournée in Italia e poi presentato al Festival Dim di Osaka (Giappone). Nello stesso anno recita nelle miniserie televisive Il giudice meschino e Le due leggi, mentre nel 2015 entra nel cast della serie 1992.
Nel 2016 prende parte alla serie Il sistema, diretta da Carmine Elia. Nello stesso anno fa parte del cast della miniserie Luisa Spagnoli e recita nel film Indivisibili per la regia di Edoardo De Angelis che, in concorso alla mostra del cinema di Venezia 2016 nella sezione Le giornate degli autori, vince il Premio Pasinetti. Sempre nel 2016, con il ruolo del professore Antonio Ayala, prende parte alla serie La mafia uccide solo d’estate, diretta da Luca Ribuoli.

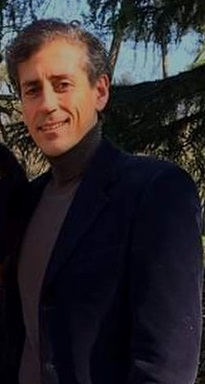
Gaetano Bruno nel 2017

Nel 2017 torna a lavorare con Carmine Elia, che gli affida il ruolo di coprotagonista Diego Paoletto nella serie di successo La porta rossa, che ricopre per tutte e 3 le stagioni. Nello stesso anno è nel cast del film L'ora legale di Ficarra e Picone.
Nel 2018 è nel cast del film Una storia senza nome di Roberto Andò, presentato fuori concorso alla 75ª Mostra internazionale d'arte cinematografica di Venezia, e sempre diretto da Andò torna in teatro con La tempesta di William Shakespeare. Nello stesso anno vince il premio nazionale di drammaturgia NdN – Network drammaturgia Nuova per la scrittura del testo Salvatore Tuttapposto.
Nel 2019 recita nel film di Pietro Marcello Martin Eden e nella serie Made in Italy. Nel 2020 entra nel cast della seconda stagione de Il cacciatore e della quarta stagione della serie televisiva statunitense Fargo, dove interpreta Constant Calamita. Nel 2021 è nel cast del film internazionale House of Gucci e torna a teatro con lo spettacolo di Elio Germano Così è (o mi pare).
Nel 2022 ritorna in televisione nel cast della seconda stagione della serie di successo Doc - Nelle tue mani, dove interpreta il primario di chirurgia Edoardo Valenti. Nello stesso anno debutta nella TV austriaca e tedesca partecipando a The Net, un progetto internazionale per la realizzazione di tre serie sul mondo del calcio: Gaetano Bruno fa parte del cast sia della versione italiana (The Net - Gioco di squadra), trasmessa su Rai 2, sia delle versioni austriaca (The Net - Prometheus) e tedesca (The Net - La terra promessa), disponibili su RaiPlay.
Nel 2023 interpreta un magistrato italiano in Mission: Impossible - Dead Reckoning - Parte uno, settimo film della serie Mission: Impossible. Nello stesso anno partecipa alla serie Rai Noi siamo leggenda, diretto ancora una volta da Carmine Elia.
Nel 2024 interpreta Giacomo Matteotti nella miniserie Sky M - Il figlio del secolo, tratta dall'omonimo romanzo di Antonio Scurati.
Nel 2025 è protagonista insieme ad Ambra Angiolini e Giulia Michelini nel film Afrodite, diretto da Stefano Lorenzi e presentato in concorso internazionale nella sezione Meridiana alla 16ª edizione del Bif&st - Bari International Film&Tv Festival con un ottimo riscontro di critica e pubblico.  

## Vita privata
È stato legato sentimentalmente all'attrice Elena Radonicich, con cui nel 2015 ha avuto una figlia.

## Filmografia

### Cinema
- Le conseguenze dell'amore, regia di Paolo Sorrentino (2004)
- Signorina Effe, regia di Wilma Labate (2007)
- Il dolce e l'amaro, regia di Andrea Porporati (2007)
- La doppia ora, regia di Giuseppe Capotondi (2009)
- Lo spazio bianco, regia di Francesca Comencini (2009)
- Baarìa, regia di Giuseppe Tornatore (2009)
- Gorbaciof, regia di Stefano Incerti (2010)
- Vallanzasca - Gli angeli del male, regia di Michele Placido (2010)
- L'isola dell'angelo caduto, regia di Carlo Lucarelli (2012)
- Breve storia di lunghi tradimenti, regia di Davide Marengo (2012)
- L'oro di Scampia, regia di Marco Pontecorvo (2013)
- I ponti di Sarajevo, regia di Leonardo Di Costanzo (2014)
- Indivisibili, regia di Edoardo De Angelis (2016)
- L'ora legale, regia di Ficarra e Picone (2017)
- Moglie e marito, regia di Simone Godano (2017)
- Una storia senza nome, regia di Roberto Andò (2018)
- Martin Eden, regia di Pietro Marcello (2019)
- House of Gucci, regia di Ridley Scott (2021)
- Mission: Impossible - Dead Reckoning (Mission: Impossible - Dead Reckoning - Part One), regia di Christopher McQuarrie (2023)
- Il giudice e il boss, regia di Pasquale Scimeca (2024)
- Ho visto un re, regia di Giorgia Farina (2024)
- Afrodite, regia di Stefano Lorenzi (2025)

### Televisione
- L'ultimo dei Corleonesi, regia di Alberto Negrin – film TV (2007)
- Squadra antimafia 2 - Palermo oggi – serie TV, episodi 2x03-2x04-2x08 (2010)
- Mai per amore, regia di Marco Pontecorvo – miniserie TV, episodio 1x04 (2012)
- A fari spenti nella notte, regia di Anna Negri – film TV (2012)
- Il giudice meschino, regia di Carlo Carlei – miniserie TV (2014)
- Le due leggi, regia di Luciano Manuzzi – miniserie TV (2014)
- 1992  – serie TV, episodi 1x06-1x10 (2015)
- Il sistema, regia di Carmine Elia – miniserie TV, episodio 1x01 (2016)
- Lampedusa - Dall'orizzonte in poi, regia di Marco Pontecorvo – miniserie TV (2016)
- Luisa Spagnoli, regia di Lodovico Gasparini – miniserie TV (2016)
- La mafia uccide solo d'estate  – serie TV, 12 episodi (2016)
- La porta rossa – serie TV (2017-2023)
- 1993 – serie TV, 6 episodi (2017)
- Non uccidere – serie TV, episodio 2x09 (2017)
- 1994 – serie TV (2019)
- Made in Italy – serie TV, episodi 1x01-1x07-1x08 (2019)
- Il cacciatore – serie TV, 12 episodi (2020-2021)
- Fargo – serie TV, 8 episodi (2020)
- Doc - Nelle tue mani – serie TV, 12 episodi (2022)
- The Net - Gioco di squadra – miniserie TV, 6 episodi (2022)
- The Net - Prometheus – serie TV, 1 episodio (2022)
- The Net - La terra promessa – serie TV, 8 episodi (2022)
- Noi siamo leggenda, regia di Carmine Elia – serie TV, 12 episodi (2023)
- M - Il figlio del secolo, regia di Joe Wright – miniserie TV, 5 puntate (2025)
- Il Gattopardo – miniserie TV, 4 episodi (2025)

## Teatro
- Moretta e la strega Giamalva, regia di Gaetano Bruno (1997)
- L'ira del sole, un 9 di maggio, regia di Antonio Raffaele Addamo (1998)
- Il gobbo di Notre Dame, regia di Gaetano Bruno (1998)
- La pace di Ermocrate, regia di Filippo Amoroso (1999)
- Con Eschilo sulle tracce di Dike, regia di Filippo Amoroso (1999)
- La bottega del caffè, regia di Renato Giordano (2000)
- Il povero Piero, regia di Alvaro Piccardi (2000)
- Una festa per Aristofane, regia di Giovanni Anfuso (2000)
- Dionysos, il mito, regia di Giovanni Anfuso (2000)
- Il sortilegio, regia di Emma Dante (2000)
- Lo sportello, regia di Gaetano Bruno (2001)
- L'arringa, regia di Emma Dante (2001)
- La favola di Farruscàd e Cherastanì, regia di Emma Dante (2001)
- mPalermu, regia di Emma Dante (2001)
- Una stanza con nessuno dentro, regia di Emma Dante (2002)
- Carnezzeria, regia di Emma Dante (2002)
- La scimia, regia di Emma Dante (2003)
- Il festino, regia di Emma Dante (2007)
- Festa teatrale, regia di Edoardo Winspeare (2011)
- Fear and desire, regia di Gaia Saitta e Julie Anne Stanzak (2011)
- Prometeo, regia di Claudio Longhi (2012)
- Fedra. An impression, regia di Eimuntas Nekrošius (2012)
- genesiquattrouno, regia di Gaetano Bruno e Francesco Villano (2014)
- La tempesta, regia di Roberto Andò (2018)
- Così è (o mi pare), regia di Elio Germano (2021)

## Radio
- La sala giochi, regia di Davide Iodice (Rai Radio 3, 2001)

## Podcast
- Maxi: Il processo che ha sconfitto la mafia, di Roberto Saviano (Audible, 2023)

## Audiolibri
- La simmetria dei desideri di Eshkol Nevo, letto da Gaetano Bruno, Emons Audiolibri, 2021
- La scomparsa di Majorana di Leonardo Sciascia, letto da Gaetano Bruno, Emons Audiolibri, 2022
- Le vie dell'Eden di Eshkol Nevo, letto da Gaetano Bruno, Emons Audiolibri, 2023
- La notte di Elie Wiesel, letto da Gaetano Bruno, Emons Audiolibri, 2025

## Libri
- Le mirabolanti peripezie di Casimiro La Trippa, Milano, Baldini + Castoldi, 2023, ISBN 979-12-54941-04-1.

## Riconoscimenti
- 2001 – Premio Scenario
  - per lo spettacolo mPalermu con la compagnia Sud Costa Occidentale
- 2001 – Premio Ubu
  - per lo spettacolo mPalermu con la compagnia Sud Costa Occidentale
- 2009 – Premio Golden Graal
  - migliore attore protagonista con lo spettacolo Il festino
- 2014 – Premio In-box
  - finalista con lo spettacolo genesiquattrouno
- 2018 – Premio nazionale di drammaturgia
  - NdN – Network drammaturgia Nuova, con il testo Salvatore Tuttapposto